# Magnifique Manizabayo
Magnifique Manizabayo, née le 1er janvier 1999 à Ntarama, est une coureuse cycliste rwandaise.

## Palmarès sur route

### Championnats d'Afrique
- Kigali 2018
  -  Médaillée de bronze du contre-la-montre par équipe